# Cristo spirante
Il Cristo spirante in croce è la decima delle quindici "casse" che vengono portate a spalla durante la processione del Venerdì Santo che si svolge a Savona ogni due anni, negli anni pari.

## Caratteristiche
Si tratta di un crocefisso ligneo circondato da angioletti che reggono candelabri. La drammaticità dell'espressione sofferente del Cristo è sottolineata dalla posizione contorta del corpo e del viso rivolto al cielo. L'opera risale al 1728 circa e fu realizzata da Anton Maria Maragliano. Le sue dimensioni sono di m 3,40 x 2,60 x 2,50 e viene portata a spalla da 20 portatori. Conservata nell'oratorio dei Santi Giovanni Battista, Giovanni Evangelista e Petronilla, fu restaurata nel 2000.